# Боркелманс, Витал
Витал Филомене Боркелманс (нидерл. Vital Philomene Borkelmans; 1 июня 1963, Маасейк, Бельгия) — бельгийский футболист, защитник известный по выступлениям за «Брюгге» и сборной Бельгии. Участник Чемпионатов мира 1994 и 1998 годов. Ныне — тренер.

## Клубная карьера
В 1982 году Боркелманс начал свою карьеру в клубе «Патро Эйсден Масмехелен». После нескольких сезонов он покинул команду и подписал соглашение с клубом «Варегем», где сразу же стал основным футболистом. За три сезона Витал провел около ста матчей и стал одним из лидеров «Варегема». В 1989 году он перешёл в «Брюгге». В команде Боркелманс провел 10 сезонов и помог ей четыре раза стать чемпионом Жюпиле лиги, трижды завоевать Кубок и шесть раз Суперкубок Бельгии. В 2000 году Витал перешёл в «Гент», где дважды помог клубу завоевать место в зоне УЕФА. В 2002 году он подписал контракт с «Серкль Брюгге», но после двух сезонов покинул команду и перешёл в полупрофессиональный клуб «Эвергем Сентр». В 2005 году Боркелманс принял решение завершить карьеру.

## Международная карьера
В 1989 году Боркелманс дебютировал за сборную Бельгии. В 1994 году он был включен в заявку национальной команды на участие в Чемпионате мира в США. На турнире он сыграл во встречах против сборных Нидерландов и Марокко. В 1998 году Витал второй раз поехал на первенство мира во Францию. Он принял участие во всех матчах против сборных Нидерландов, Южной Кореи и Мексики.

## Достижения
Командные
 «Брюгге»
- Чемпион Бельгии (4): 1989/90, 1991/92, 1995/96, 1997/98
- Обладатель Кубка Бельгии (3): 1990/91, 1994/95, 1995/96
- Обладатель Суперкубка Бельгии (6): 1990, 1991, 1992, 1994, 1996, 1998